# James Léa Siliki
James Edward Léa Siliki (ur. 12 czerwca 1996 w Sarcelles) – kameruński piłkarz francuskiego pochodzenia występujący na pozycji pomocnika w tureckim klubie Gençlerbirliği SK oraz w reprezentacji Kamerunu. Wychowanek Paris Saint-Germain, grał także w takich zespołach, jak Guingamp B, Rennes, Middlesbrough i GD Estoril Praia. Młodzieżowy reprezentant Francji.